# Castropola
Castropola (de Castropola), pulska patricijska obitelj. Ova srednjovjekovna obitelj, prema nekim pisanim dokumentima, potjecala je od poznate antičke obitelji Sergijevaca. Naime, nakon što je srednjovjekovna moćna obitelj Sergijevaca dobila od oglejskog patrijarha u feud Pulu (Castrum Polae), promijenili su obiteljski naziv u Castropola (de Castropola).
Sjedište ove obitelji nalazilo se na središnjem pulskom brežuljku na kojem se nalazio pulski kastrum (lat. Castrum Polae), a na čijem se mjestu danas nalazi mletački Kaštel.
Ova štovana pulska plemićka obitelj podarila je i nekoliko izdanaka koji su upravljali Pulom u srednjem vijeku. O njihovoj moći svjedoči i činjenica kako su svojedobno u crkvi sv. Franje imali privatnu kapelicu obitelji Castropola.
Danas njihovo ime nosi ulica koja kružno prolazi podno pulskog Kaštela.